# Канадсько-українська бібліотека в Луганську
Канадсько-українська бібліотека в Луганську — один із канадсько-українських бібліотечних центрів, створених на благодійні кошти української діаспори в Канаді. Була створена в Луганську на базі Луганського педагогічного інституту (тепер — Луганський національний університет імені Тараса Шевченка) у 1994 році. З 20 липня 2010 року це — Інститут Грінченкознавства, а при ньому — Українсько-Канадський Центр «Відродження».

## Доля бібліотеки під час війни на сході України
Під час війни на сході України приміщення бібліотеки Україно-Канадського Центру «Відродження», як і місто Луганськ було захоплено самопроголошеною ЛНР. Книжковий фонд (більше 30 тис. книг) було вилучено.